# 淮海战役纪念塔
淮海战役烈士纪念塔位于中國江苏省徐州市的凤凰山东，上面刻有毛澤東題字的“淮海战役烈士纪念塔”九個字，为纪念淮海战役中牺牲的中国人民解放军烈士而建。塔高38.15公尺。1959年決定開始興建，1960年開工至1965年完工開放。

## 外部連結
- 紀念塔官方網站 （页面存档备份，存于）